# نادي الاتحاد الرياضي

## تاريخ النادي
نادي الاتحاد الرياضي هو نادٍ رياضي مغربي من مدينة الدار البيضاء. تأسس سنة 1936 تحت اسم نادي التبغ الرياضي, وقد كان يحمل هذا الاسم لأنه أنشئ ومُوِّل بالكامل من طرف الشركة الوطنية المغربية للتبغ التي أنشأها الفرنسيون في المغرب بداية الثلاتينات من القرن الماضي في عهد الحماية الفرنسية. كان يشارك في الدوري المغربي الممتاز حتى سنة 2003 تاريخ اندماجه مع الفتح الرباطي، أحد أندية العاصمة المغربية الرباط. السبب الرئيسي للاندماج كان هو عدم توفر الفريق على قاعدة جماهيرية حيث كانت تجري معظم مبارياته أمام مدرجات فارغة في ملعب التبغ بسبب وجود فريقين كبيرين في الدار البيضاء يجران خلفهما قاعدة جماهيرية كبيرة هما الرجاء و الوداد · يذكر أن الاندماج اقتصر على فرع كرة القدم فقط بسبب النجاح اللافت للفروع الأخرى وطنيا, إقليميا وقاريا.

## الألوان الرسمية للفريق

الشعار القديم. الألوان الرسمية للفريق الأسود والأصفر

## الاندماج مع الفتح الرياضي
كان مساء الإثنين 21 يوليو 2003 يوما مشهودا في تاريخ نادي الاتحاد والفتح الرياضيين، فقد شهد مركب التبغ مراسيم توقيع عقد الاندماج بين فريق الإتحاد الرياضي لكرة القدم المنحل والفريق الرباطي والذي بموجبه سيترك الفريق البيضاوي مكانته في القسم الأول للفتح، وإذا كان رئيس الاتحاد الرياضي لكرة القدم السيد عبد اللطيف أمين قد مزج كلمته بدموع الأسى وبلل سطورها بعبرات الوداع، فإن السيد عبد الكريم بناني رئيس المكتب المديري لنادي الفتح الرياضي قد كان واضحا في تدخله حين قال: كان لزاما علينا أن نجد مخرجا·· من الورطة·· أي مخرج·· أتيحت لنا الفرصة في إطار اندماج مع الاتحاد الرياضي لتأمين بقاء الفتح ضمن أندية القسم الأول، فلم نتردد في تحويل الحلم إلى حقيقة لأنه يحز في قلبنا أن نترك هرما كالفتح يتدهور ويُفني·
وإذا كان رئيس المكتب المديري للفتح ورفيقه مدير فرع كرة القدم، قد أظهرا سعادة فائقة خلال مراحل توقيع معاهدة الاندماج، فإن السيد عبد اللطيف أمين كان أكثر الموقعين على المعاهدة تعاسة، إذ ظل القلم بعيدا عن أنامله يكاد لا يطاوعه في توقيع عقد التفويت·
ظهر جليا من ملامح رئيس فرع كرة القدم أن الابتلاع تم على مضض ورغما على مشيئة أبناء الفريق الذين يحز في نفسهم أن يصبح مآل الاتحاد الرياضي كمصير جمعية الحليب والقرض الفلاحي ونادي الشرطة ولاسمير وغيرها من المؤسسات·
كان لون بدلة رئيس فرع كرة القدم لنادي الاتحاد الرياضي أشبه بلون التبغ وربطة عنق سوداء حدادا على الفريق العريق·
أربعة توقيعات كانت كافية لمسح فريق الاتحاد الرياضي من خريطة المنافسة على مستوى الصفوة، فعن الجانب الرباطي وقع كل من رئيس المكتب المديري السيد عبد الكريم بناني، ورئيس فرع كرة القدم السيد عبد الغني لخضر، وعن الجانب التبغي كل من عبد اللطيف أمين رئيس فرع كرة القدم ومحمد الذهبي رئيس المكتب المديري للنادي، بينما لوحظت مجموعة من الغيابات على مستوى الحضور البيضاوي خاصة من طرف بعض المسيرين والمؤطرين الذين لم يبتلعوا بعد قرار الانصهار في بوثقة الفتح، فعبروا عن رفضهم بالغياب وعدم مباركة الصفقة·
قال رئيس المكتب المديري للإتحاد الرياضي: سيصبح بموجب هذه الاتفاقية فريق الفتح الرباطي قوة كروية مدعمة من طرف شركة التبغ التي دخلت عهد الخوصصة، مع ما يترتب عن هذا الوضع من متغيرات، الأمر سيقتصر على كرة القدم فقط، بينما تظل بقية الفروع قائمة لأن نجاح فرع كرة القدم رهين بتوفير إمكانيات مالية ضخمة ناهيك عن وجود فريقين كبيرين يجران خلفهما قاعدة جماهيرية كبيرة كالرجاء الوداد·
سيظل إدن فرع كرة السلة قائما وستزول مخاوف لاعبي ومؤطري فرع الكرة الطائرة وبقية الفروع النشيطة وعددها ثمانية ربما للتضخم الذي يعيشه الفتح الرياضي على مستوى الفروع، إذ يصل عددها إلى 18 فرعا تضم تحت لوائها 8000 ممارس من مختلف الأعمار وترصد لها ميزانية سنوية قدرها 1,5 مليون أورو·